# Limitanei

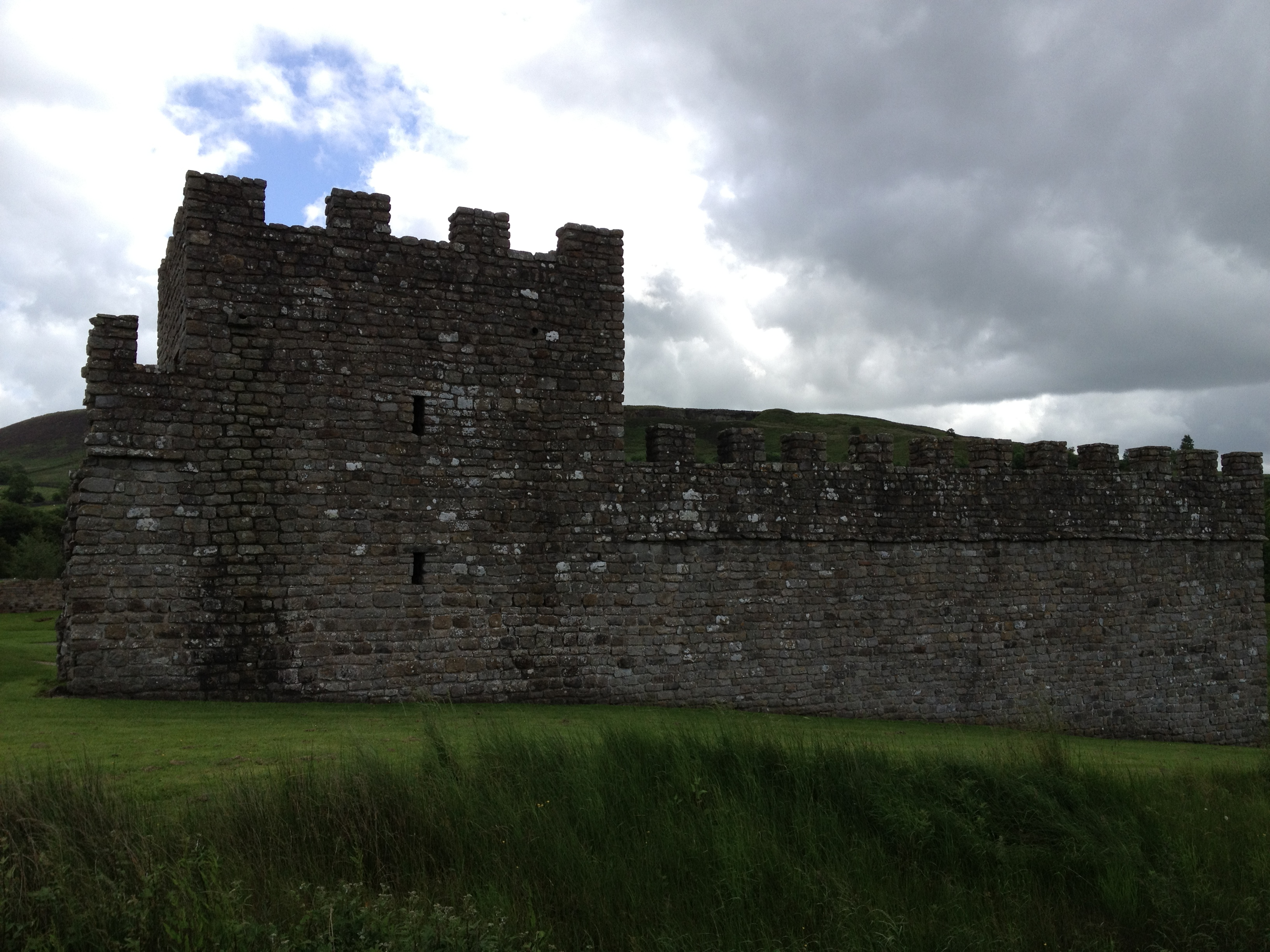
Romeinse grens in Engeland

Limitanei of ripenses waren grenstroepen in het late Romeinse leger. Zij waren gelegerd aan de Rijn-grens en Donau-grens, de zogenaamde Limes. Het waren lichte troepen die tot taak hadden invallers tijdelijk tegen te houden totdat zwaardere legereenheden arriveerden. De Limitanei stonden onder het gezag van een dux (waar de titel 'Doge' 'duc' of 'duke' van is afgeleid).

## Geschiedenis
Tot het begin van de vierde eeuw was het Romeinse leger voornamelijk gelegerd aan de grenzen van het rijk. De invallen in de derde eeuw hadden de Romeinen doen beseffen dat het Romeinse lineaire en statische verdedigingswerk niet goed meer werkte. Daarom werd een meer dynamische verdediging uitgedacht. Het gros van het leger werd voortaan in het binnenland gelegerd, op goede strategische punten, van waaruit snel kon worden opgetrokken tegen invallers. Deze militaire eenheden werden Comitatenses genoemd. 
De aan de grens zelf gelegerde eenheden limitanei werden gehuisvest in stenen castella of castra. Zij moesten zelf voor hun voedsel zorgen. In de omgeving van hun legerplaatsen lagen landbouwgronden waarop zij zelf voedsel dienden te verbouwen. Zij waren half soldaat, half boer en weinig in aantal. Het was hun taak om het achtergelegen land te beschermen tegen plunderaars, of tegen kleine groepen binnendringende vijanden. Vanwege hun geringe aantallen waren zij niet in staat een werkelijk vijandelijk leger in het open veld het hoofd te bieden. Voor die taak waren de comitatenses verantwoordelijk.
Naast de comitatenses en de limitanei was er nog een groep militairen bij de verdediging van de grenzen betrokken. Deze militairen waren de foederati of hulptroepen die geleverd werden door de omringende grensvolken. In de loop van de geschiedenis zouden de Romeinen steeds meer een beroep doen op deze foederati.

## Effecten
Hoewel de militaire veranderingen een veel effectievere verdediging van het Romeinse rijk opleverde, had het ook zijn keerzijde. De kwaliteit van de grenstroepen liep namelijk terug, omdat de limitanei vaak in arme omstandigheden aan de grenzen leefden, terwijl de condities voor de troepen in het binnenland veel beter waren. De omstandigheden waren van grote invloed op de discipline en het moreel van de troepen.